# Ciechania
Ciechania est une localité polonaise de la gmina de Krempna, située dans le powiat de Jasło en voïvodie des Basses-Carpates.